# Luigi Rossi (1795-1860)
Luigi Rossi (Mortara, 15 luglio 1795 – Mortara, 26 gennaio 1860) è stato un politico italiano.

## Biografia
Nominato senatore del Regno di Sardegna con decreto del 20 ottobre 1853 è stato anche sindaco di Mortara.